# آسیاب دارالامان ۱
بقایای آسیاب دارالامان ۱ مربوط به دوره قاجار است و در شهرستان استهبان، بخش مرکزی، ۳/۸ کیلومتری شمال غرب شهر ایج، دامنه غربی کوه بن دره، کنار آثار و بقایای قلعه دارالامان واقع شده و این اثر در تاریخ ۱۸ شهریور ۱۳۸۷ با شمارهٔ ثبت ۲۳۴۶۰ به‌عنوان یکی از آثار ملی ایران به ثبت رسیده است.